# Гусев, Кирилл Владимирович
Кири́лл Влади́мирович Гу́сев (20 ноября 1922, Петроград — 3 мая 2001, Москва) — советский и российский историк, доктор исторических наук (1967), профессор (1968), ветеран Великой Отечественной войны.

## Биография
Кирилл Владимирович Гусев родился 20 ноября 1922 г. в Петрограде, в семье служащих. Его отец был инженером-путейцем, мать — домохозяйкой. После смерти мужа мать работала бухгалтером.
В 1940 г., по окончании школы, К. В. Гусев был призван в армию. Воинскую службу он начал солдатом 70-го погранотряда Хабаровского военного округа. На момент призыва К. В. Гусева служба в дальневосточном регионе СССР была особенно ответственной и связанной с большим риском, ведь совсем недавно отгремели бои с японцами у озера Хасан и на реке Халхин-Гол.
Осенью 1942 г. подал рапорт о переводе в действующую армию, был включен в состав 6-го стрелкового полка 102-й дивизии, после чего направлен на Центральный фронт.
9 марта 1943 г., в боях за город Дмитровск Орловской области, К. В. Гусев получил тяжёлое ранение ног. Наградные документы К. В. Гусева, опубликованные архивистами Министерства обороны РФ, сообщают, что он «получил сквозное пулевое ранение правого коленного сустава и пальцев на обеих ногах, пальцы ампутированы, ходьба затруднена». После лечения в госпитале был демобилизован, выехал в только что освобожденный город Тихвин Ленинградской области. Настойчиво добивался возвращения в блокадный Ленинград, и осенью 1943 г. получил специальное разрешение и пропуск для въезда в осаждённый город. Решающим документом, сыгравшим важную роль в получении разрешения на въезд в осажденный город, стала справка из ленинградского военкомата о призыве его на военную службу, выданная ему ещё в мирном 1940 г.. В Ленинграде работал на разных должностях.
За боевые заслуги К. В. Гусев был награждён орденом Красной Звезды, удостоен медалей «За победу над Германией в Великой Отечественной войне 1941—1945 гг.» и «За доблестный труд в Великой Отечественной войне 1941—1945 гг.». В 1985 г. удостоен ордена Отечественной войны I степени в честь 40-летия Великой Победы.
Из автобиографии К. В. Гусева:
Я, Гусев Кирилл Владимирович, родился 20 ноября 1922 г. в г. Ленинграде. Отец мой работал инженером, мать — бухгалтером. После окончания в 1940 г. средней школы, где я был в 1938 г. принят в комсомол, меня призвали в ряды Советской Армии. Свою службу я начал в 70 погранотряде Краснознаменных пограничных войск Хабаровского округа, а затем продолжил её в стрелковом полку 102 дивизии, в составе которого принимал участие в боях на Центральном фронте. В марте 1943 г. был ранен и после лечения в госпитале — демобилизован.

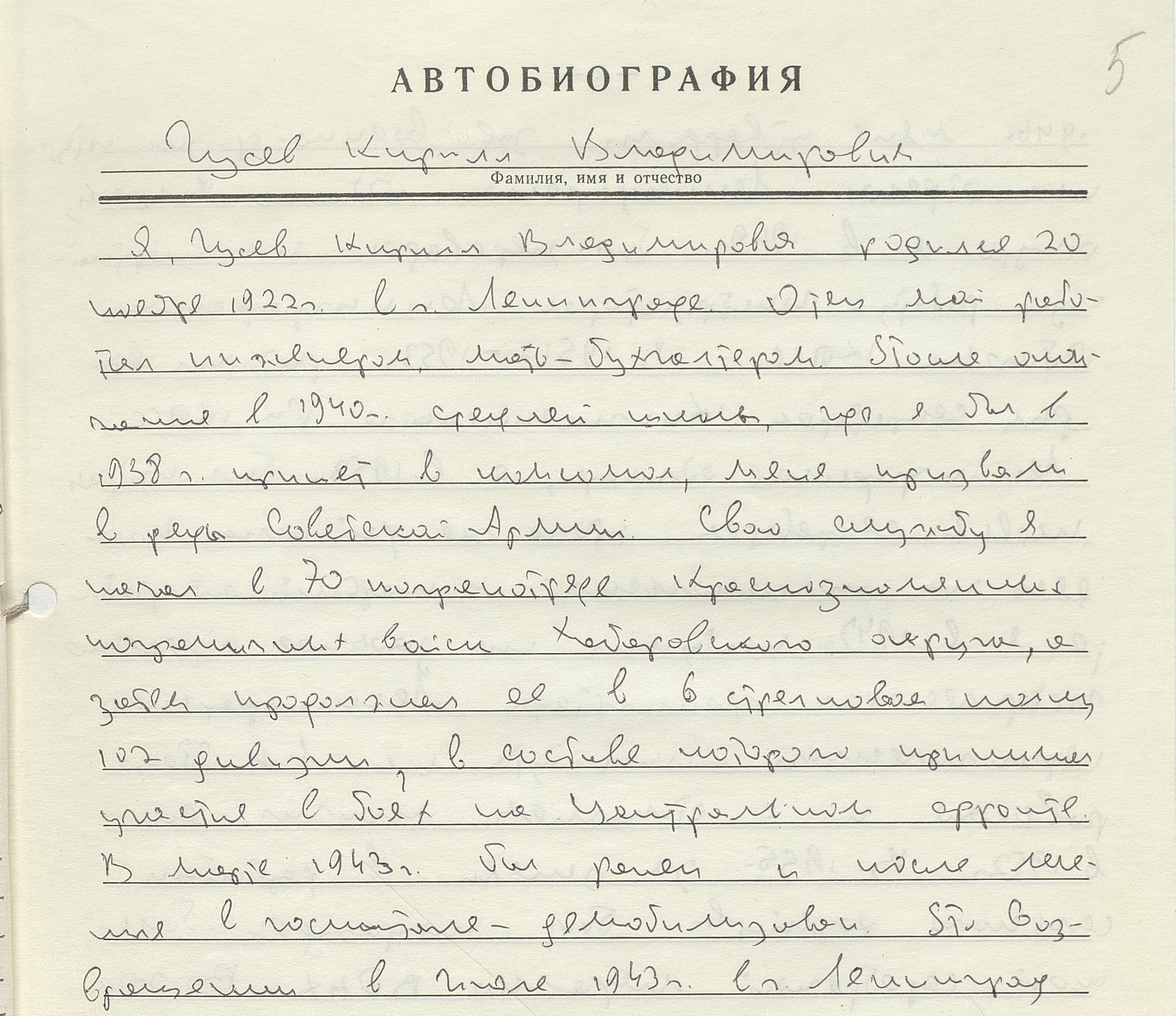
Автобиографический раздел личного листка по учёту кадров, заполненный К. В. Гусевым собственноручно при устройстве на работу в ИМЛ при ЦК КПСС в 1984 г. РГАСПИ. Ф. 71. Оп. 21. Д. 2238. Л.5

С 1943 г. по 1955 г. К. В. Гусев вёл активную комсомольскую и партийную работу в Ленинграде и Ленинградской области. В ноябре 1945 г. он был принят в ВКП(б). Работал на разных ответственных должностях: второго и первого секретаря Смольнинского и Петродворцового райкомов ВЛКСМ в Ленинграде, заведующего отделом Ленинградского горкома комсомола и инструктора Ленинградского обкома партии, второго и первого секретаря Кингисеппского райкома КПСС в Ленинградской области.
В 1947 г. К. В. Гусев поступил на заочное отделение исторического факультета Ленинградского педагогического института им. М. Н. Покровского. В 1952 г. окончил вуз, получив диплом с отличием. В 1955—1959 гг. К. В. Гусев проходил обучение в аспирантуре Академии общественных наук при ЦК КПСС. Учёба в аспирантуре завершилась защитой в 1959 г. кандидатской диссертации на тему «Борьба большевиков за крестьянство и крах партии „левых“ эсеров». Научным руководителем К. В. Гусева был академик И. И. Минц.
После успешной защиты кандидатской диссертации К. В. Гусев был оставлен в Академии общественных наук при ЦК КПСС на кафедре истории советского общества в качестве штатного преподавателя. Он читал лекции, руководил аспирантами кафедры истории советского общества, одновременно работал над докторской диссертацией «Партия социалистов-революционеров, её политическое банкротство и гибель». По сути, это стало открытием нового направления в советской историографии, положило начало изучению непролетарских партий в России. Кирилл Владимирович стал крупным ученым, специалистом по истории партий эсеров и меньшевиков.
В работах К. В. Гусева поднимаются крупные и имеющие серьёзное теоретическое и практическое значение проблемы. На его работы были опубликованы рецензии практически во всех основных советских исторических журналах, в Польской Народной Республике, во Франции и в США.
Значительное место в работах К. В. Гусева занимает вопрос о союзе рабочего класса и крестьянства, который рассматривается им главным образом в историографическом плане.
Несколько своих работ К. В. Гусев посвятил истории органов народного контроля. В них вводятся в научный оборот новые материалы по истории государственного и общественного контроля.
И. Д. Ковальченко и В. П. Наумов в напечатанной в связи с 60-летием Кирилла Владимировича статье отмечали:
В течение многих лет К. В. Гусев плодотворно разрабатывает актуальные и важные проблемы отечественной истории. Одним из первых он начал всесторонне изучать историю эволюции, политического банкротства и краха мелкобуржуазных партий в нашей стране… Его работы отличает новый подход к проблеме, они содержат богатый фактический материал, глубокие обобщения, разносторонний анализ сложных исторических процессов.
Оценивая работы К. В. Гусева в целом, следует отметить, что теоретические выводы и обобщения сделаны в них на основе очень большого фактического материала, собранного и умело систематизированного и проанализированного автором. Многие представляющие значительный интерес документы были опубликованы впервые в его работах.
В 1975 г. К. В. Гусев был назначен заместителем председателя Высшей аттестационной комиссии при Совете Министров СССР. На этом посту он принял активное участие в совершенствовании деятельности ВАК СССР, подготовке основных документов, регламентирующих аттестацию научных и научно-педагогических кадров, вел большую работу с экспертными и специализированными советами по повышению эффективности и качества аттестации, анализу тематики и содержания диссертаций, повышению уровня научно-теоретической подготовки соискателей. Гусев систематически выступает по вопросам аттестации перед научной общественностью, в центральной печати. В период работы в ВАК он не оставлял научно-исследовательской работы. Стал одним из инициаторов, а затем и фактическим руководителем подготовки фундаментального труда «Непролетарские партии России. Урок истории».
С 1984 г. К. В. Гусев работал заместителем директора Института марксизма-ленинизма при ЦК КПСС и одновременно являлся заведующим отделом истории КПСС данного института. Деятельность в ИМЛ он завершил в 1987 г. в связи с уходом на пенсию.
С апреля 1987 г. К. В. Гусев вновь работал профессором кафедры истории СССР (позже кафедры российской государственности) Академии общественных наук при ЦК КПСС, реорганизованной в 1991 г. в Российскую академию управления, а в 1994 г. в Российскую академию государственной службы при Президенте РФ.
Интерес к своей магистральной научной теме — истории политических партий — он не утратил до последних дней жизни. Большую исследовательскую работу Гусев вел в области историографии, методологии исторической науки. Библиография трудов Гусева насчитывает 16 монографий и десятки научных статей. Им подготовлено свыше 40 докторов и кандидатов наук. В разные годы он входил в состав редакций ведущих советских исторических журналов, являлся членом бюро Научного совета Академии наук СССР по проблеме «История Великой Октябрьской социалистической революции». Много лет Кирилл Владимирович был главой научно-методического совета по пропаганде исторических знаний и членом Президиума Всесоюзного общества «Знание».
Кирилл Владимирович Гусев занимался разработкой проблематики методологии исторической науки, в частности, им была написана глава «Исторический факт и проблема истинности в исторической науке» коллективного труда «Историческая наука: вопросы методологии», изданного в 1986 г.. В 1990-х гг. крупные печатные труды К. В. Гусева — «Эсеровская богородица» о М. А. Спиридоновой (1992) и «В. М. Чернов. Штрихи к политическому портрету» (1999) — носили историко-биографический характер, что свидетельствовало о внимании учёного к проблематике личности в истории.
В 1997 г. Кирилл Владимирович Гусев с большой охотой откликнулся на предложение, наряду с работой в РАГС при Президенте РФ, стать профессором кафедры отечественной истории Московского городского педагогического университета — молодого вуза, созданного двумя годами ранее известным историком, организатором науки и образования В. В. Рябовым.
К. В. Гусев был женат. Жена — Зинаида Артемьевна 1924 года рождения. Дочь — Ирина Кирилловна 1947 года рождения.
К. В. Гусев продолжал преподавательскую и научную работу до последних дней жизни. Он скончался 3 мая 2001 г. в Москве.

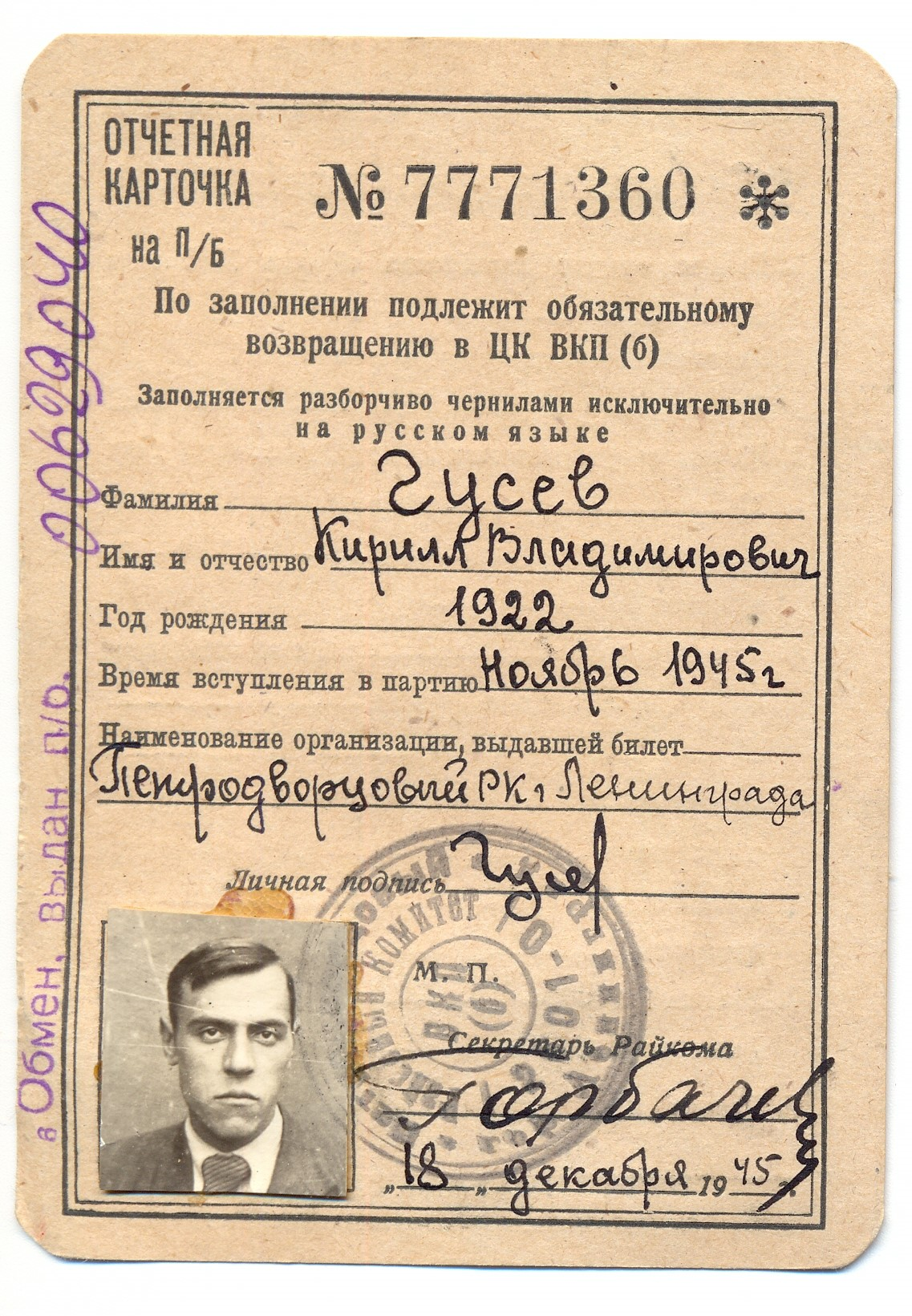
Отчётная карточка на партийный билет К. В. Гусева. 1945 г. Из фондов РГАСПИ. Опубликован: Закиров О. А., Малышева О. Г., Токарева Е. А. «Работы К. В. Гусева являются серьёзным вкладом в развитие советской исторической науки». Документы РГАСПИ. 1959—1987 гг. // Исторический архив. 2023. № 4. С. 64.

## Основные работы
- Борьба большевиков за крестьянство и крах партии «левых» эсеров. М., 1959.
- Крах партии левых эсеров. М., 1963.
- Краткий очерк истории органов партийно-государственного контроля в СССР. М., 1965.
- Крах мелкобуржуазных партий в СССР. М., 1966.
- От соглашательства к контрреволюции. М., 1968.
- Октябрь и борьба за мир. К истории Брестского мира. М., 1968.
- Из истории организаций народного контроля в СССР. М., 1970.
- История демократической контрреволюции в России. М., 1973.
- Партия эсеров: от мелкобуржуазного революционаризма к контрреволюции. М., 1975.
- Кадры советской науки. М., 1982.
- Стратегия и тактика большевиков в отношении непролетарских партий. М, 1983.
- Ленинская концепция ускорения. М., 1988.
- Эсеровская богородица. М., 1992.
- Рыцари террора. М., 1992.
- В. М. Чернов. Штрихи к политическому портрету: (Победы и поражения В. Чернова). М., 1999.

## Память
20 февраля 2003 г. в РАГС прошли Гусевские чтения в связи с 80-летием профессора Кирилла Владимировича Гусева. Начиная с 2022 года — года векового юбилея К. В. Гусева — институтом гуманитарных наук Московского городского педагогического университета ежегодно проводится научно-практическая конференция «Гусевские чтения. Три измерения политической истории России: идеология, политика, практики», издаются сборники научных трудов конференции.